# Blechnum usterianum
Blechnum usterianum là một loài thực vật có mạch trong họ Blechnaceae. Loài này được (H. Christ) C. Chr. mô tả khoa học đầu tiên năm 1917.